# VK Přerov
VK Přerov je extraligový volejbalový tým žen, který se nachází v Přerově. Hlavním trenérem je Radim Vlček. Počátky hry volejbalu v Přerově se datují do roku 1923, kdy byl založen klub Volejbal Přerov pod místním Sokolem.

## Soupiska týmu 2019/2020
| Soupiska týmu 2019/2020                                    | Soupiska týmu 2019/2020 | Soupiska týmu 2019/2020 |
| č.                                                         | Hráčka                  | pozice                  |
| ---------------------------------------------------------- | ----------------------- | ----------------------- |
| 1                                                          | Olivia Rusek            | smečařka                |
| 2                                                          | Nikola Vaňková          | libero                  |
| 3                                                          | Lucie Zatloukalová      | nahrávačka              |
| 5                                                          | Sára Kuželová           | lokařka                 |
| 6                                                          | Anna Řihošková          | blokařka                |
| 7                                                          | Veronika Tinklová       | nahrávačka              |
| 8                                                          | Barbora Šádková         | smečařka                |
| 9                                                          | Markéta Kukučová        | smečařka                |
| 12                                                         | Šárka Semerádová        | smečařka                |
| 1                                                          | Krysteena Davis         | blokařka                |
| 14                                                         | Jackie Oestreich        | blokařka                |
| 15                                                         | Vendula Burešová        | libero                  |
| 18                                                         | Sandra Kotlabová        | univerzálka             |
|                                                            |                         |                         |
| Hlavní trenér: Radim Vlček Asistent trenéra: Michal Derych |                         |                         |